# エフェクター (生化学)
生化学では、エフェクター分子（英: effector molecule）とは、タンパク質に選択的に結合してその生理活性を制御する小分子である。このように、エフェクター分子は、酵素活性、遺伝子発現、細胞シグナル伝達等を増減させるリガンドとして働く。エフェクター分子はまた、一部のmRNA分子（リボスイッチ）を直接制御することもできる。
特に細胞シグナルの伝達カスケード等、タンパク質がエフェクター分子の機能を果たす場合もある。
エフェクター（effector）という用語は、生物学の別の分野でも使用されている。例えば、ニューロンのエフェクター末端（effector end）は、軸索が刺激や抑制をおよぼす筋肉や器官と接触する末端を表す。

## 事例
アロステリックエフェクター (Allosteric effector) は、RNA転写に関わる調節タンパク質に結合して、その活性を変化させることができる。このようにして、アクチベータータンパク質は活性化してDNAに結合してRNAポリメラーゼを促進し、リプレッサーを不活性化し、RNAポリメラーゼがDNAに結合できるようにする。
細菌エフェクタータンパク質（Bacterial effector proteins）は、通常は病原体の細菌細胞から宿主の細胞に注入される。この注入は、III型分泌システム（TTSSまたはT3SS）などの特殊な分泌システムによって行われる。
真菌エフェクター（Fungal effectors）は、病原性または有益性の真菌により、侵入菌糸によって宿主細胞内およびその周辺に分泌され、防御成分を無効にしたり、コロニー形成を促進したりする。真菌類のタンパク質分泌システムには先端小体（Spitzenkörper）が関与している。
植物病原菌は、2つの異なるエフェクター分泌システムを使用し、それぞれの分泌経路はエフェクターファミリーに固有である。
- アポプラストエフェクター（apoplastic effectors）： アポプラストにとどまるタンパク質で、成長中の菌糸を囲む extra-invasive hyphal membrane（EIHM）と呼ばれる個別の区画に移動して蓄積される。
- 細胞質エフェクター（cytoplasmic effectors）： 宿主の細胞質に入ったタンパク質は、biotrophic interfacial complex（BIC）と呼ばれる植物由来の複雑な構造体に蓄積され、その後、植物細胞内のEIHMを越えて移動する。

## 種類
- 酵素活性化剤 (Enzyme activator)
- 酵素阻害剤 (Enzyme inhibitor)